# Pont de Gualba
El Pont de Gualba és una obra de Gualba (Vallès Oriental) inclosa a l'Inventari del Patrimoni Arquitectònic de Catalunya.

## Descripció
Construcció que salva la riera de Gualba al pas del tren. Dues arcades de volta de canó, de planta oblíqua a la direcció del riu, el qual passa per un dels dos arcs. Aquests es sustenten sobre un mur que és de pedra fins a mitja alçada. A la part superior del pont, hi ha un muret de maó, que protegeix el pas del tren. El forats que presenten moltes de les totxanes són deguts a una mala cuita.